# Марґарет Вілсон (тенісистка)
Марґарет Вілсон (англ. Margaret Wilson; 1 січня 2000 — 1 січня 2000) — колишня австралійська тенісистка.
Перемагала на турнірах Великого шолома в змішаному парному розряді.

## Фінали турнірів Великого шолома

### Парний розряд (1–1)
| Результат | Рік  | Турнір              | Покриття | Партнер      | Суперник і суперниця          | Рахунок       |
| --------- | ---- | ------------------- | -------- | ------------ | ----------------------------- | ------------- |
| Перемога  | 1938 | Чемпіонат Австралії | Трава    | Джон Бромвіч | Ненсі Вінн-Болтон Колін Лонг  | 6–3, 6–2      |
| Поразка   | 1939 | Чемпіонат Австралії | Трава    | Джон Бромвіч | Нелл Голл-Гопман Геррі Гопмен | 8–6, 2–6, 3–6 |